# Río Irabere
El Río Irabere a veces escrito río Irebere , es un cuerpo de agua en Timor Oriental, un país que ocupa el extremo oriental de la isla de Timor en las Islas Menores de la Sonda de Asia. Fluye hacia el sur en el Mar de Timor , que forma la frontera entre el distrito de Lautém al este y viqueque al oeste. El estuario del río y las tierra boscosas adyacentes forman parte del área importante para aves del río estuario Irabere y el bosque Iliomar.